# Morris Stockhammer
Morris Stockhammer (geboren als Moritz Hermann Stockhammer 5. Juni 1904 in Groß-Mosty, Österreich-Ungarn; gestorben 31. Januar 1972 in New York City) war ein austroamerikanischer Jurist und Philosoph.

## Leben
Die Angaben zur Vita von Moritz Stockhammer sind lückenhaft. Er war ein Sohn des Juweliers Markus Stockhammer und wuchs in Galizien auf. Im Ersten Weltkrieg kam er mit seiner Familie nach Wien, wo er das Gymnasium in der Sperlgasse besuchte. Ab 1923 studierte er Rechts- und Staatswissenschaften an der Universität Wien und wurde 1927 bei Hans Kelsen und Adolf Menzel mit der Dissertation Die Souveränität des Staates und die Positivität des Rechts promoviert. In den folgenden Jahrzehnten beteiligte er sich wiederholt an der Diskussion der Reinen Rechtslehre Kelsens. 
Stockhammer heiratete Frieda Rindner, sie hatten eine Tochter. Nach dem Anschluss Österreichs 1938 floh Stockhammer mit seiner Familie in die USA, wo er seinen Vornamen anpasste.
Stockhammer fand Arbeit in der Privatwirtschaft und besuchte auch ein Lehrerseminar. Ab 1956 schrieb er Beiträge für den in Deutschland erscheinenden Philosophischen Literaturanzeiger. Seit 1960 war er freier Schriftsteller und verfasste sowohl in englischer als auch in deutscher Sprache populär gehaltene philosophische Schriften, unter anderem Wörterbücher zu Platon, Immanuel Kant und Karl Marx. 

## Schriften (Auswahl)
- Ästhetik und Rechtswissenschaft, in: Zeitschrift für Ästhetik und allgemeine Kunstwissenschaft,  26 (1932), S. 225–252.
- Hans Kelsens Rechtstheorie und Max Webers Soziologie im Spiegel der Erkenntnistheorie, in: Österreichische Zeitschrift für Öffentliches Recht, 1953, S. 410–427.
- Zurechnungs- und Kausalgesetz, in: Kant-Studien 49, 1957/58, S. 132–153.
- Was ist Gerechtigkeit? in: Österreichische Zeitschrift für Öffentliches Recht, 1961, S. 507–517.
- Kants Zurechnungsidee und Freiheitsantinomie. Köln : Kölner Universitäts-Verlag, 1961.
- Platons Weltanschauung. Köln : Kölner Universitäts-Verlag, 1962.
- Plato dictionary. New York : Philosophical Library, 1963.
- Das Buch Hiob: Versuch einer Theodizee. Wien : Europäischer Verlag, 1963.
- Karl Marx dictionary. London : Owen, 1965.
- Thomas Aquinas dictionary. New York : Philosophical Library, 1965.
- Philosophisches Wörterbuch. Köln : Kölner Universitäts-Verlag, 1967.
- Die Zukunft der Rechtswissenschaft, in: Österreichische Zeitschrift für Öffentliches Recht, 1971, S. 299–304.
- Kant dictionary. New York : Philosophical Library, 1972.